# Hisham ibn Urwa
Hishām ibn ʿUrwa b. al-Zubayr (Medina, 681 – Baghdad, 763) è stato un giurista arabo.
Hishām b. ʿUrwa (in arabo  هشام بن عروة‎?) fu un Seguace ( tābiʿī ) del Profeta dell'Islam Maometto e uno dei primi tradizionisti e trasmettitori di ḥadīth.

Figlio di ʿUrwa b. al-Zubayr (suoi zii furono quindi ʿAbd Allāh b. al-Zubayr e Muṣʿab b. al-Zubayr), ebbe come nonni paterni al-Zubayr b. al-ʿAwwām e Asmāʾ bt. Abī Bakr.
A Medina, dov'era nato, ebbe come discepoli Ibn Shihāb al-Zuhrī e Mālik b. Anas.
A lui risale la tradizione riguardante la giovanissima età in cui avrebbe contratto il suo matrimonio col Profeta ʿĀʾisha bt. Abī Bakr, sorella di sua nonna paterna.